# Fastida (gepida uralkodó)
Fastida a 3. században élt, a gepidák királya volt. Ő volt az első gepida király, akit név szerint ismerünk.

## Élete
A gepidák legkorábbi településterülete a gótok szomszédságában, valahol a Visztula vidékén lehetett. I. sz. 269 után jelentek meg a Kárpát-medence északkeleti szögletében királyuk, Fastida vezetésével. Országuk ekkor a Keleti-Kárpátok koszorúján belül lehetett, a Felső-Tisza és a Szamos lápos völgyeiben.
A gótok elleni háború lezárásaként Aurelianus császár 271-ben kiürítette Dacia provinciát, mely a nyugati gótok birtokába került. Ekkor került sor a gótok és gepidák összecsapására, mely Iordanes tudósítása szerint Fastida vereségével végződött. „Végül az éjszaka leszálltával a gepidák egy része meghátrált a harcok folytatásától. Akkor övéinek maradékával együtt Fastida, a gepidák királya hazasietett. Annyira összetöpörödött e szégyenletes gyalázat miatt, mint amennyire pöffeszkedve kihúzta magát korábban a gőgtől.”